# Піна (річка)
Пі́на, іноді Пи́на — річка на Поліссі, на території Пінського району Брестської області Білорусі, ліва притока Прип'яті. Протікає через озера Піщане, Скорень і Завищанське. Довжина — 40 км, площа басейну — 2 460 км².

## Етимологія
Походження назви річки остаточно не з'ясоване. Макс Фасмер порівнював її з дав.-інд. pinas («товстий», «жирний»). Згідно з В. М. Топоровим й О. М. Трубачовим, гідронім має балтійське походження. З огляду на присутність в цьому регіоні балтійської топоніміки, вони вважають назву річки спорідненою з лит. Pynauja, прусськ. Pynouwe, Pinno.

## Географія
Річка бере початок біля села Дубой Пінського району. Русло слабкорозгалуджене, завширшки 35-45 м. Довжина річки — 40 км, сточище — 2 460 км². Піна є частиною Дніпровсько-Бузького каналу.
Основні притоки:
- Завищанський канал (праворуч),
- Неслуха (ліворуч).

Водозбір в межах Поліської низовини. Озера займають 1% (найбільші — Піщане, Скорень, Завищанське). Швидкість течії незначна. На річці розташоване місто Пінськ, в ньому є річковий порт. У межах міста у період межені спостерігається зворотна течія.
Береги низькі, місцями заболочені. У межах Пінська річка забруднена викидами промислових вод.
Гідрологічні спостереження на річці ведуться з 1922 року.